# Three Kings Cove
Die Three Kings Cove (polnisch Zatoka Trzech Króli ‚Dreikönigsbucht‘) ist eine Bucht an der Südküste von King George Island im Archipel der Südlichen Shetlandinseln. Sie liegt zwischen dem Three Sisters Point und dem Mersey Spit.
Polnische Wissenschaftler benannten sie 1981 in Erinnerung an den Dreikönigstag (6. Januar) des Jahres 1980, an dem ein Geologenteam einer polnischen Expedition die Bucht besucht hatte.